# Love, Wedding, Marriage
Love, Wedding, Marriage is een Amerikaanse romantische komediefilm uit 2011, geregisseerd door Dermot Mulroney.

## Verhaal
Het leven van de pasgetrouwde huwelijksconsulente Ava staat ondersteboven wanneer haar ouders, van wie ze dacht dat ze het perfecte huwelijk hadden, besluiten om te gaan scheiden. Ten koste van alles, inclusief haar eigen huwelijk, probeert ze alles en iedereen te manipuleren om de relatie van haar ouders te redden.

## Rolverdeling
| Acteur          | Personage | Opmerkingen |
| --------------- | --------- | ----------- |
| Mandy Moore     | Ava       | Hoofdrol    |
| Kellan Lutz     | Charlie   | Hoofdrol    |
| Jessica Szohr   | Shelby    |             |
| Michael Weston  | Gerber    |             |
| Sarah Lieving   | Rachel    |             |
| Marta Żmuda     | Kasia     |             |
| Richard Reid    | Ian       |             |
| Autumn Federici | Jessica   |             |
| Gabrielle Shuff | Adrianna  |             |
| Jane Seymour    |           |             |
| James Brolin    |           |             |
| Joe Chrest      |           |             |